# Union sportive de Siliana
 (août 2024).
Si vous disposez d'ouvrages ou d'articles de référence ou si vous connaissez des sites web de qualité traitant du thème abordé ici, merci de compléter l'article en donnant les références utiles à sa vérifiabilité et en les liant à la section « Notes et références ».
Maillots
L'Union sportive de Siliana (arabe : الاتحاد الرياضي بسليانة), plus couramment abrégé en US Siliana, est un club tunisien de football fondé en 1955 et basé dans la ville de Siliana.
L'USS évolue lors de la saison 2017-2018 en Ligue III.

## Histoire
Le club voit le jour en 1955 sous le nom d'Étoile sportive aounienne (النجم الرياضي العوني) par référence à la tribu des Ouled Aoun qui peuplait la région et portait leur nom du temps du protectorat français (caïdat des Ouled Aoun). Après plusieurs années d'anonymat en divisions 3 et 4, le club se fait connaître en 1971 à l'occasion de sa participation en coupe de Tunisie. Sous l'influence d'un jeune, Mokhtar Hasni, il parvient jusqu'en huitièmes de finale. La formation qui réalise l'exploit est composée de Brahim Guesmi - Abdelkader Khmiri, Abdelhamid Hassouna, Houcine Jelassi, Abdeljelil Jelassi, Ismaïl Guermazi, Hamadi Mediouni, Ali Hajerzi, Mohamed Ben Mustapha et Abdelmajid Lahmadi.
L'année suivante, le club adopte son appellation actuelle et, malgré le départ de Hasnl, devient ambitieux et accède pour la première fois en division II en 1975. Même s'il ne s'y installe pas pour longtemps, il devient un habitué des accessions et des premières places, notamment sous la direction de son entraîneur Abdelmajid Lahmadi, présent pendant 18 saisons. Plusieurs de ses joueurs sont sollicités par les grands clubs, à l'instar de Mohamed Tahar Ferjaoui (Avenir sportif de La Marsa), Youssef Touati (Espérance sportive de Tunis puis Club sportif hilalien), Kamel Samti (Espérance sportive de Tunis).

## Palmarès et bilan

### Palmarès
| \| - Championnat de Tunisie D3 (5) : - Champion : 1975, 1977, 1982, 1986 et 1996 (Nord-Ouest). - Championnat de Tunisie D4 (1) : - Champion : 2008 (Nord-Ouest). \| \| - Championnat de Tunisie D5 (1) : - Champion : 2002 (Nord-Ouest). \| |  |                                                                   |
| - Championnat de Tunisie D3 (5) : - Champion : 1975, 1977, 1982, 1986 et 1996 (Nord-Ouest). - Championnat de Tunisie D4 (1) : - Champion : 2008 (Nord-Ouest).                                                                               |  | - Championnat de Tunisie D5 (1) : - Champion : 2002 (Nord-Ouest). |

### Résultats en Ligue II
| Saison    | Division                | Classement      | Buteurs                                                                   |
| --------- | ----------------------- | --------------- | ------------------------------------------------------------------------- |
| 1975-1976 | Division 2 Nord         | 10e, rétrograde | Abdelmajid Lahmadi (5), Mohamed Ben Mustapha et Hamadi Mediouni (3)       |
| 1977-1978 | Division 2 Nord         | 12e, rétrograde | Abdelmajid Lahmadi (8), Mohamed Tahar Ebdelli et Mohamed Ben Mustapha (3) |
| 1982-1983 | Division 2 Nord         | 13e, rétrograde | Youssef Touati (5), Mustapha Jelassi (3)                                  |
| 1996-1997 | Division d'honneur Nord | 6e              | Cabondé Traoré (9), Kamel Ouni (4), Amor Ouerghi (3)                      |
| 1997-1998 | Division d'honneur Nord | 9e              | Amadou Diop, Samir Kesraoui (5), Anis Dridi (4)                           |
| 1998-1999 | Division d'honneur Nord | 14e, rétrograde | Kamel Ouni (6), Abdelkader Ben Hamza (5), Pape Ngom (4)                   |
| 2015-2016 | Ligue II                | 15e             | Cherif Kechrid (5), Hosni Labidi et Abdelkrim Turki (3)                   |
| 2016-2017 | Ligue II                | 20e             | Chedly Chaâr et Abdelkrim Turki (2)                                       |

## Personnalités

### Présidents
- 1956-1960 : Amira Tanoubi
- 1977-1978 : Abdelhafidh Ouerfelli
- 1988-1992 : Ferjeni Jandoubi
- 1992-1994 : Azzam Ben Attia
- 1994-1999 : Abdessattar Ouerfelli
- 2000-2002 : Ferjeni Jandoubi
- 2004-2005 : Tahar Hasny
- 2005-2007 : Amor Ouerfelli
- 2007-2009 : Abderrazak Hasny
- 2009-2010 : Abdessattar Ouerfelli
- 2011-2012 : Adel Jelassi
- 2013-2014 : Moncef Ouerfelli
- 2014-2017 : Amor Ouerfelli
- 2017-201.. : Riadh Zribi

### Entraîneurs
- 1970-1972 : Abdelhamid Hassouna
- 1972-1974 : Hamadi Ben Mustapha
- 1974-1976 : Khaled Gharbi
- 1977-1978 : Tahar Bellamine puis Khaled Gharbi
- 1978-1979 : Khaled Gharbi
- 1979-1980 : Ammar Belgacem
- 1980-1981 : Mohamed Torkhani
- 1982-1983 : Ammar Ben Jannet puis Khaled Gharbi
- 1984-1986 : Abdelkader Khmiri
- 1986-1987 : Abdelkader Khmiri puis Khemais Laabidi
- 1987-1988 : Todorov[Qui ?]
- 1988-1989 : Abid Mchala puis Ferid Laâroussi
- 1989-1990 : Khemaïs Laabidi
- 1990-1991 : Nejmeddine Oumaya puis Salah Guediche
- 1991-1992 : Ali Kaabi,  Lotfi Sebti, Tahar Ayari puis Abdelmajid Lahmadi
- 1992-1993 : Mahmoud Ouertani
- 1993-1994 : Abdelmajid Lahmadi puis Slim Zlitni
- 1994-1995 : Salah Harrathi puis Abdelmajid Lahmadi
- 1995-1998 : Abdelmajid Lahmadi
- 1998-1999 : Salah Guediche puis Abdelkader Khmiri
- 1999-2001 : Abdelmajid Lahmadi
- 2001-2002 : Abdelwahab Kharraf, Noureddine Ayari puis Abdelmajid Lahmadi
- 2003-2004 : Abid Mchala, Ridha Bouraoui, Abdelkader Khmiri puis Mongi Toukabri
- 2004-2005 : Abdelkader Khmiri
- 2005-2008 : Abdelmajid Lahmadi
- 2008-2011 : Abdelmajid Lahmadi, Hédi Bazi, Abdelkader Khmiri puis Noureddine Nabli
- 2011-2012 : Brahim Titouhi puis Ilyès Zribi
- 2012-2013 : Abdelkader Khmiri puis Ameur Derbel
- 2013-2014 : Fethi Ben Ghanem, Houssem Toumi puis Slim Labreg
- 2014-2015 : Mohamed Sahli puis Abdelmajid Lahmadi
- 2015-2016 : Abdelmajid Lahmadi, Mohamed Jelassi, Othman Chehaibi puis Maher Guizani
- 2016-2017 : Afouan Gharbi, Rafik Rouissi, Mohamed Tamri puis Maher Guizani
- 2017-201.. : Abdelmajid Lahmadi